# منن

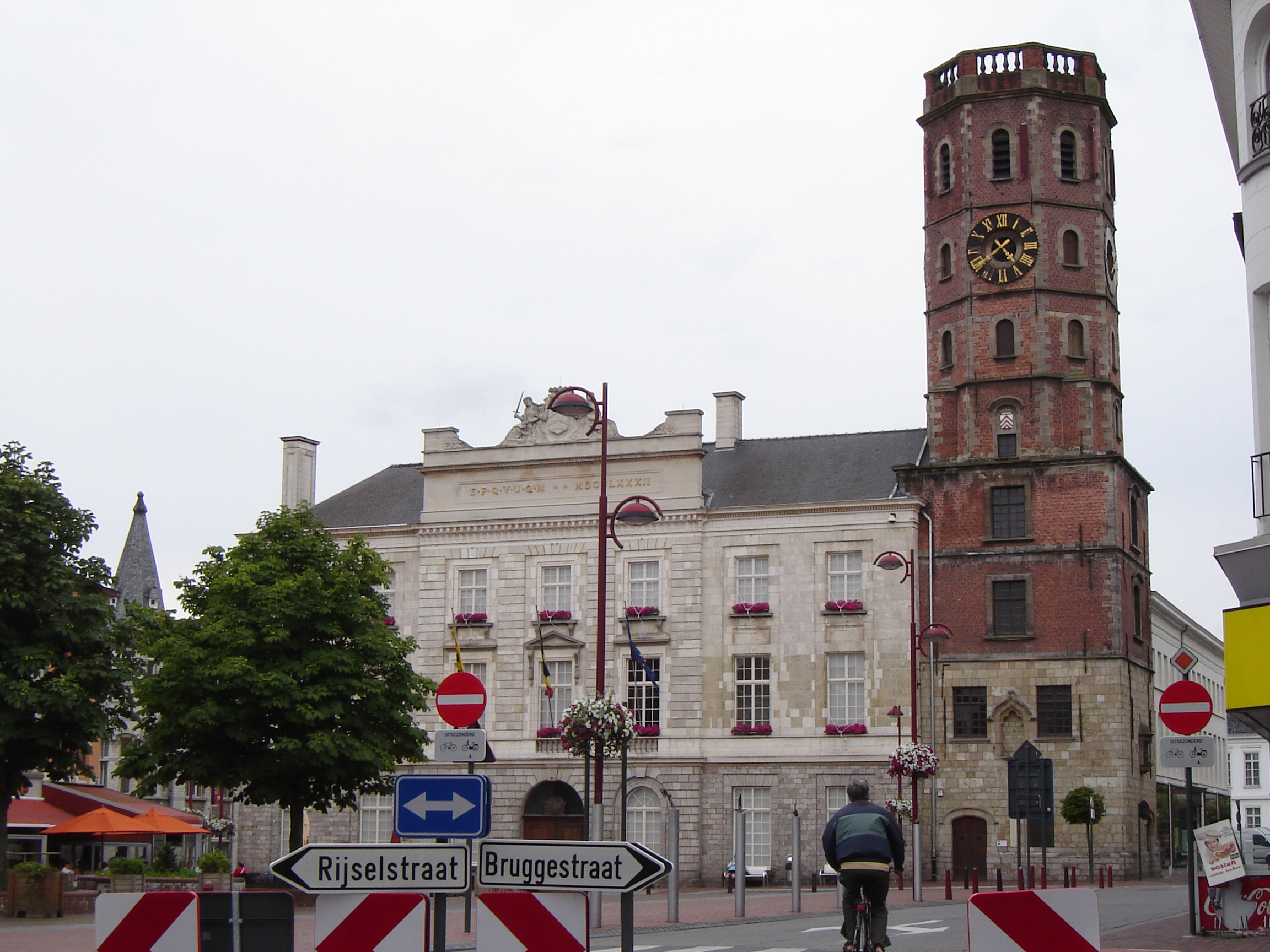
مرکز شهر بنن در استان فلاندری غربی بلژیک

شهر منن (به فرانسوی: Menen) در شهرستان کورتریک در استان فلاندری غربی در منطقه فلاندری در کشور بلژیک واقع شده‌است.

## نگارخانه

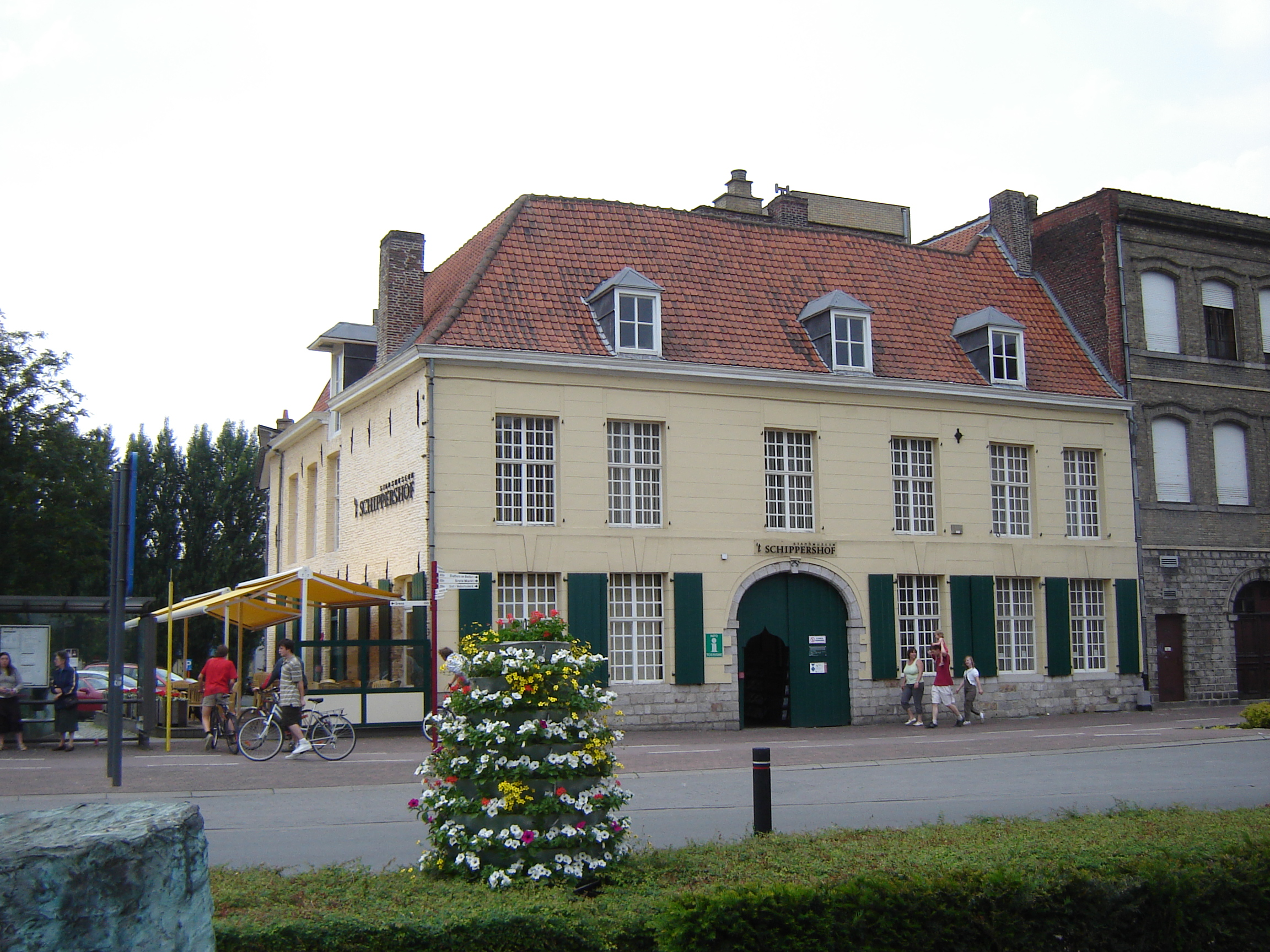
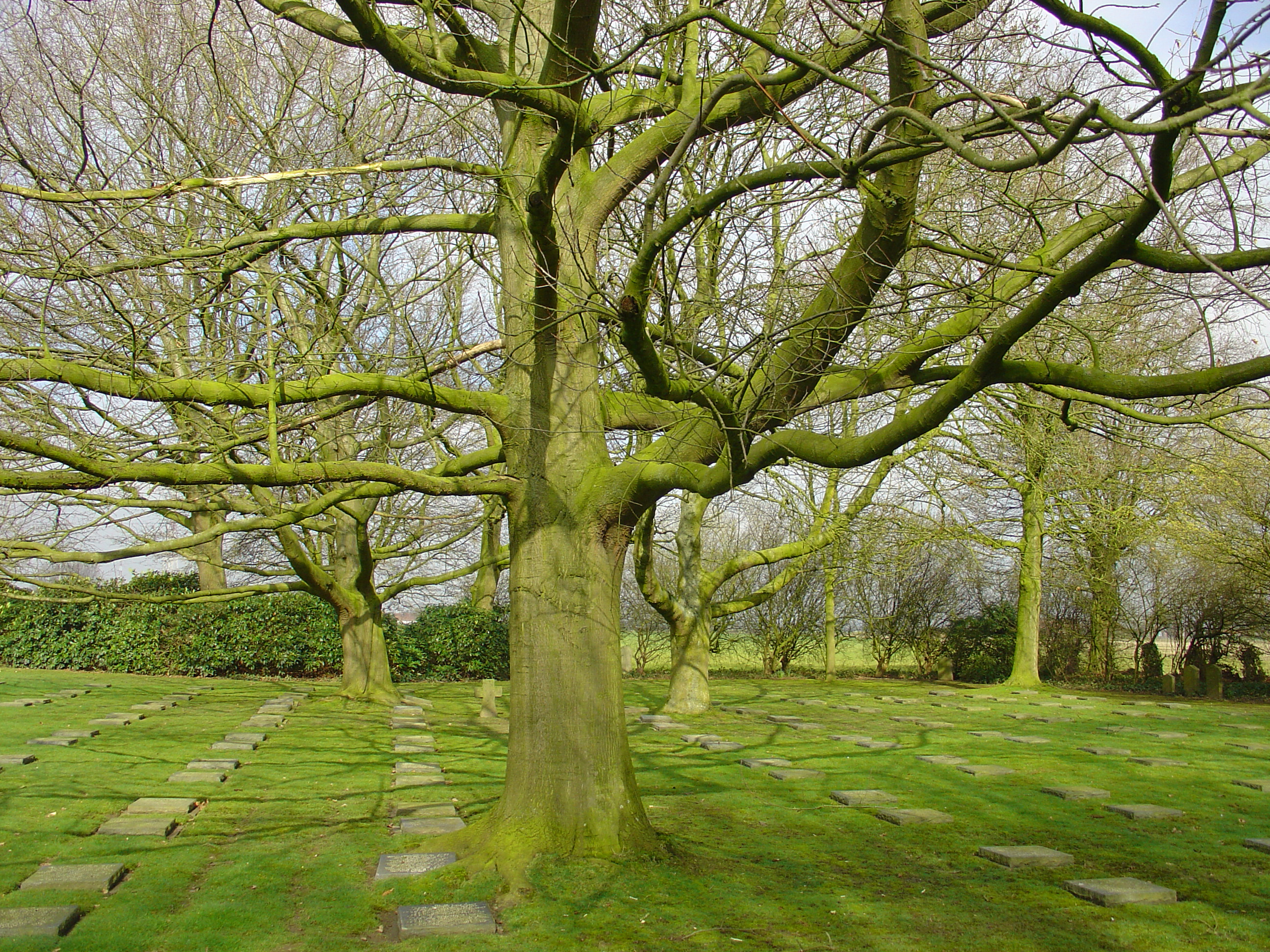
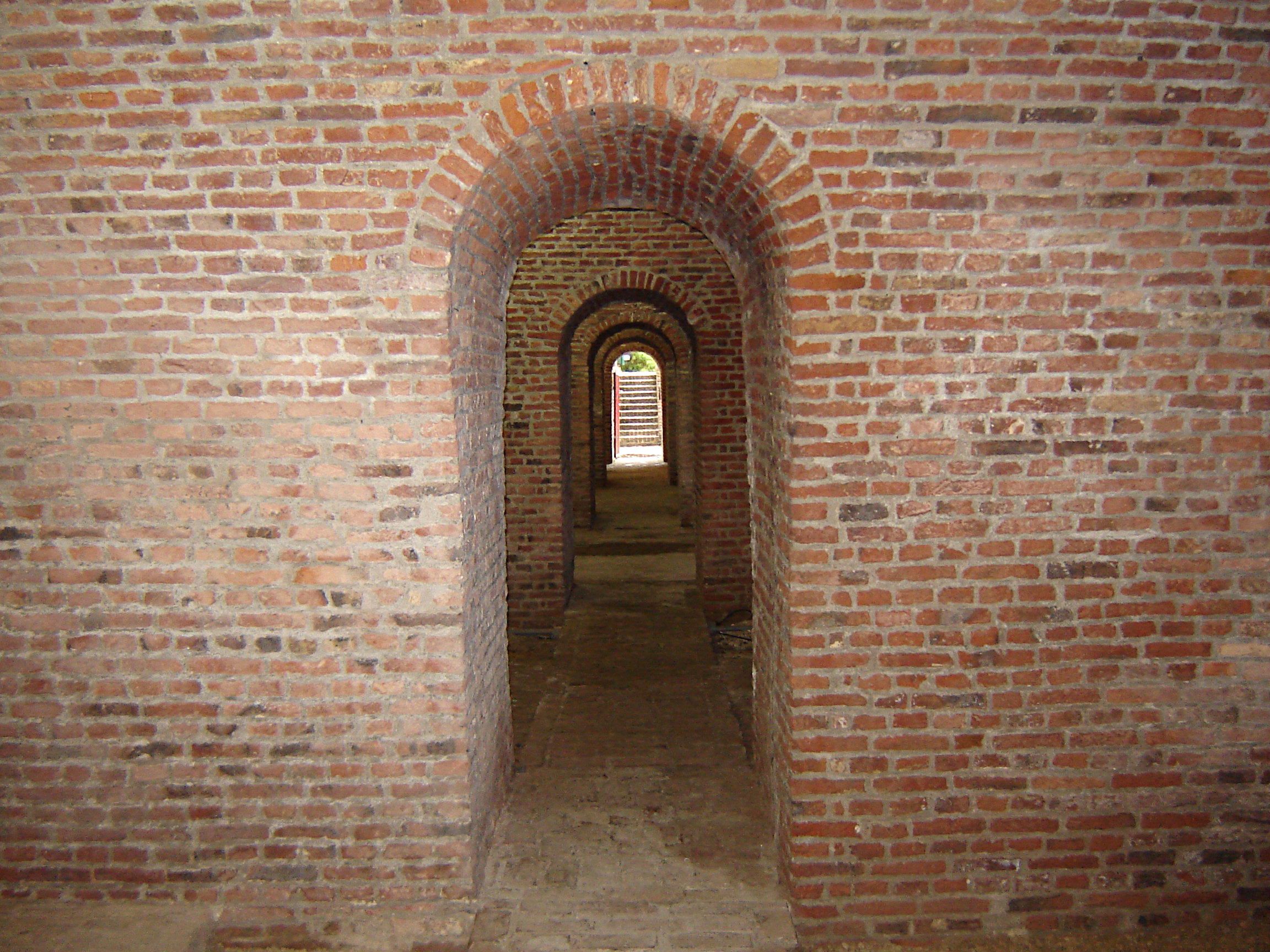
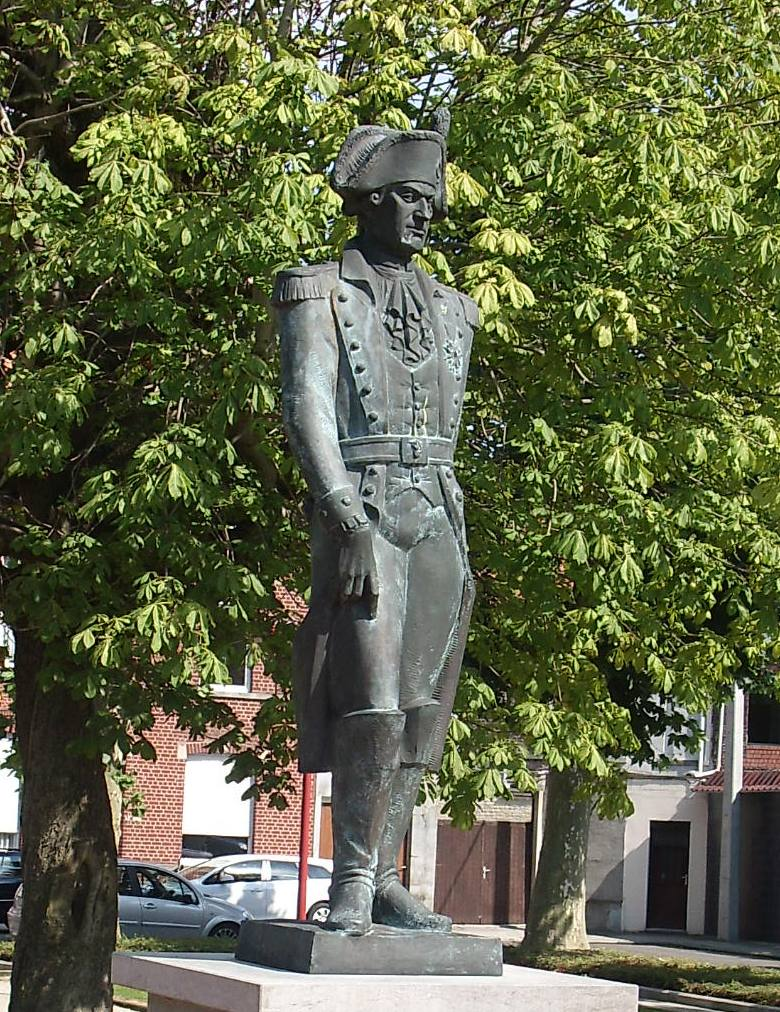